# Liste des organisations internationales où siège la France
Cette page dresse la liste des organisations internationales où la France possède une représentation permanente par catégorie.
Les organisations en gras dans ce tableau (à savoir l'ONU, l'UE, la BCE et l'OTAN) sont les organisations les plus connues et généralement centralisatrices d'autres organisations.
Seules les principales organisations affiliées à l'ONU sont dans ce tableau. La liste complète est disponible sur cette page : Système des Nations unies.
Il en est de même pour l'UE : Institutions de l'Union européenne.

## Organisations générales et politiques

### Organisations mondiales
| Logo/Drapeau | Nom complet                           | Abréviation | Date d'adhésion | Siège             |
| ------------ | ------------------------------------- | ----------- | --------------- | ----------------- |
|              | Organisation des Nations unies        | ONU         | 24 octobre 1945 | New York          |
|              | Conseil de sécurité des Nations unies | CS          | 17 janvier 1946 | New York          |
|              | Union interparlementaire              | UIP         | 30 juin 1889    | Le Grand-Saconnex |
|              | Dialogue Asie-Europe                  | DAE         | 1996            |                   |

### Organisations régionales
| Logo/Drapeau | Nom complet                         | Abréviation | Date d'adhésion   | Siège |
| ------------ | ----------------------------------- | ----------- | ----------------- | --- |
|              | Union européenne                    | UE          | 25 mars 1957      | Bruxelles : Commission européenne, Conseil européen et Conseil de l'Union européenne Strasbourg : Parlement européen |
|              | Conseil de l'Europe                 | CdE         | 5 mai 1949        | Strasbourg |
|              | Union pour la Méditerranée          | UpM         | 13 juillet 2008   | Barcelone |
|              | Association des États de la Caraïbe | AEC         |                   | Port d'Espagne |
|              | Commission de l'océan Indien        | COI         | 1986              | Ebène |
|              | Forum des îles du Pacifique         | FIP         | 10 septembre 2016 | Suva |
|              | Groupe Fer de lance mélanésien      | GFLM        | 1983              | Port-Vila |
|              | EuroMed 9                           | MED9        | 9 septembre 2016  | |

## Organisations économiques

### Organisations mondiales
| Logo/Drapeau | Nom complet                                                 | Abréviation | Date d'adhésion  | Siège          |
| ------------ | ----------------------------------------------------------- | ----------- | ---------------- | -------------- |
|              | Banque mondiale                                             | BM          | 27 décembre 1945 | Washington D.C |
|              | Fonds monétaire international                               | FMI         | 27 décembre 1945 | Washington D.C |
|              | Organisation de coopération et de développement économiques | OCDE        | 7 août 1961      | Paris          |
|              | Banque des règlements internationaux                        | BRI         | 1er février 1930 | Bâle           |

### Organisations régionales
| Logo/Drapeau | Nom complet                                                  | Abréviation | Date d'adhésion | Siège                 |
| ------------ | ------------------------------------------------------------ | ----------- | --------------- | --------------------- |
|              | Banque centrale européenne                                   | BCE         | 1er juin 1998   | Francfort-sur-le-Main |
|              | Banque européenne pour la reconstruction et le développement | BERD        | 1990            | Londres               |
|              | Banque européenne d'investissement                           | BEI         | 24 mars 2000    | Kirchberg             |
|              | Banque de développement du Conseil de l'Europe               | BDCE        | 16 avril 1956   | Paris                 |
|              | Banque africaine de développement                            | BAD         |                 | Abidjan               |
|              | Banque asiatique de développement                            | BAD         | 1970            | Manille               |
|              | Banque asiatique d'investissement dans les infrastructures   | AIIB        | 2016            | Pékin                 |

## Organisations juridiques

### Organisations mondiales
| Logo/Drapeau | Nom complet                               | Abréviation | Date d'adhésion  | Siège    |
| ------------ | ----------------------------------------- | ----------- | ---------------- | -------- |
|              | Cour internationale de justice            | CIJ         | 24 octobre 1945  | La Haye  |
|              | Cour pénale internationale                | CPI         | 18 juillet 1998  | La Haye  |
|              | Cour permanente d'arbitrage               | CPA         | 1899             | La Haye  |
|              | Tribunal international du droit de la mer | TIDM        | 1er octobre 1996 | Hambourg |

### Organisations régionales
| Logo/Drapeau | Nom complet                           | Abréviation | Date d'adhésion | Siège      |
| ------------ | ------------------------------------- | ----------- | --------------- | ---------- |
|              | Cour de justice de l'Union européenne | CJUE        | 1952            | Luxembourg |

## Organisations de défense et de paix

### Organisations mondiales
| Logo/Drapeau | Nom complet                                               | Abréviation | Date d'adhésion | Siège   |
| ------------ | --------------------------------------------------------- | ----------- | --------------- | ------- |
|              | Organisation pour la sécurité et la coopération en Europe | OSCE        | 25 juin 1973    | Vienne  |
|              | Organisation pour l'interdiction des armes chimiques      | OIAC        | 29 avril 1997   | La Haye |
|              | Conseil mondial de la paix                                | CMP         |                 | Athènes |
|              | Bureau international de la paix                           | BIP         |                 | Genève  |

### Organisations régionales
| Logo/Drapeau | Nom complet                                                 | Abréviation    | Date d'adhésion | Siège      |
| ------------ | ----------------------------------------------------------- | -------------- | --------------- | ---------- |
|              | Organisation du traité de l'Atlantique nord                 | OTAN           | 24 août 1949    | Bruxelles  |
|              | Organisation conjointe de coopération en matière d'armement | OCCAr          | 1996            | Bonn       |
|              | Identité européenne de sécurité et de défense               | IESD           | décembre 2002   |            |
|              | Corps de réaction rapide européen                           | CRR-EEurocorps | 1992            | Strasbourg |

## Organisations environnementales, énergétiques, météorologiques et de transports

### Organisations mondiales
| Logo/Drapeau | Nom complet                                           | Abréviation | Date d'adhésion  | Siège                |
| ------------ | ----------------------------------------------------- | ----------- | ---------------- | -------------------- |
|              | Programme des Nations unies pour l'environnement      | PNUE        | 15 décembre 1972 | Nairobi              |
|              | Agence internationale de l'énergie atomique           | AIEA        | 29 juillet 1957  | Vienne               |
|              | Agence internationale de l'énergie                    | AIE         | 1992             | Paris                |
|              | Agence internationale pour les énergies renouvelables | IRENA       | 26 janvier 2009  | Abou Dabi            |
|              | Agence pour l'énergie nucléaire                       | AEN         | 1er février 1958 | Boulogne-Billancourt |
|              | Organisation météorologique mondiale                  | OMM         | 23 mars 1950     | Genève               |
|              | Organisation de l'aviation civile internationale      | OACI        | 7 décembre 1944  | Montréal             |
|              | Organisation maritime internationale                  | OMI         | 1952             | Londres              |
|              | Union astronomique internationale                     | UAI         | 1920             | Paris                |

### Organisations régionales
| Logo/Drapeau | Nom complet                                                                | Abréviation | Date d'adhésion   | Siège                 |
| ------------ | -------------------------------------------------------------------------- | ----------- | ----------------- | --------------------- |
|              | Organisation européenne et méditerranéenne pour la protection des plantes  | OEPP        | 18 avril 1951     | Paris                 |
|              | Institut européen de la forêt                                              | EFI         | 1993              | Joensuu               |
|              | Organisation européenne pour la recherche nucléaire                        | CERN        | 29 septembre 1954 | Prévessin-MoënsMeyrin |
|              | Laboratoire européen de biologie moléculaire                               | LEBM        | 1974              | Heidelberg            |
|              | Communauté européenne de l'énergie atomique                                | EURATOM     | 1er janvier 1958  | Bruxelles             |
|              | Organisation européenne pour l'exploitation des satellites météorologiques | EUMETSAT    | 1986              | Darmstadt             |
|              | Agence de l'Union européenne pour la sécurité aérienne                     | EASA        | 28 septembre 2003 | Cologne               |
|              | Organisation européenne pour la sécurité de la navigation aérienne         | EUROCONTROL | 1955              | Bruxelles             |
|              | Conférence européenne de l'aviation civile                                 | CEAC        | 13 décembre 1960  | Neuilly-sur-Seine     |
|              | Agence spatiale européenne                                                 | ESA         | 30 mai 1975       | Paris                 |

## Organisations de développement

### Organisations mondiales
| Logo/Drapeau | Nom complet                                                      | Abréviation | Date d'adhésion  | Siège    |
| ------------ | ---------------------------------------------------------------- | ----------- | ---------------- | -------- |
|              | Organisation des Nations unies pour le développement industriel  | ONUDI       | 1er janvier 1966 | Vienne   |
|              | Conférence des Nations unies sur le commerce et le développement | CNUCED      | 1964             | Genève   |
|              | Programme des Nations unies pour le développement                | PNUD        | 1er janvier 1966 | New York |

## Organisations pour l'éducation, l'enfance, la culture et le tourisme

### Organisations mondiales
| Logo/Drapeau | Nom complet                                                                               | Abréviation | Date d'adhésion   | Siège    |
| ------------ | ----------------------------------------------------------------------------------------- | ----------- | ----------------- | -------- |
|              | Organisation des Nations unies pour l'éducation, la science et la culture                 | UNESCO      | 16 novembre 1945  | Paris    |
|              | Fonds des Nations unies pour l'enfance                                                    | UNICEF      | 11 décembre 1946  | New York |
|              | Centre international d’études pour la conservation et la restauration des biens culturels | ICCROM      | 25 septembre 1964 | Rome     |
|              | Organisation mondiale du tourisme                                                         | OMT         | 1er novembre 1974 | Madrid   |

### Organisations régionales
| Logo/Drapeau | Nom complet                                                               | Abréviation | Date d'adhésion | Siège     |
| ------------ | ------------------------------------------------------------------------- | ----------- | --------------- | --------- |
|              | Programme d'action européen pour la mobilité des étudiants universitaires | ERASMUS     | 1987            | Bruxelles |

## Organisations de commerce, d'agriculture et d'alimentation

### Organisations mondiales
| Logo/Drapeau | Nom complet                                                         | Abréviation | Date d'adhésion  | Siège  |
| ------------ | ------------------------------------------------------------------- | ----------- | ---------------- | ------ |
|              | Organisation mondiale du commerce                                   | OMC         | 1er janvier 1995 | Genève |
|              | Organisation des Nations unies pour l'alimentation et l'agriculture | ONUAA       | 16 octobre 1945  | Rome   |
|              | Fonds international de développement agricole                       | FIDA        | décembre 1977    | Rome   |
|              | Programme alimentaire mondial                                       | PAM         | 24 novembre 1961 | Rome   |

## Organisations de télécommunications

### Organisations mondiales
| Logo/Drapeau | Nom complet                                 | Abréviation | Date d'adhésion | Siège  |
| ------------ | ------------------------------------------- | ----------- | --------------- | ------ |
|              | Union internationale des télécommunications | UTI         | 17 mai 1965     | Genève |

### Organisations régionales
| Logo/Drapeau | Nom complet                                                                | Abréviation  | Date d'adhésion    | Siège    |
| ------------ | -------------------------------------------------------------------------- | ------------ | ------------------ | -------- |
|              | Organisation européenne de télécommunications par satellite                | EUTELSAT IGO | 1er septembre 1985 | Paris    |
|              | Conférence européenne des administrations des postes et télécommunications | CEPT         | 26 juin 1959       | Montreux |

## Organisations de normalisation

### Organisations mondiales
| Logo/Drapeau | Nom complet                                  | Abréviation | Date d'adhésion | Siège  |
| ------------ | -------------------------------------------- | ----------- | --------------- | ------ |
|              | Organisation internationale de normalisation | ISO         | 23 février 1947 | Genève |

### Organisations régionales
| Logo/Drapeau | Nom complet                                                             | Abréviation | Date d'adhésion | Siège     |
| ------------ | ----------------------------------------------------------------------- | ----------- | --------------- | --------- |
|              | Comité européen de normalisation                                        | CEN         | 1961            | Bruxelles |
|              | Comité européen de normalisation en électronique et en électrotechnique | CENELEC     | 1973            | Bruxelles |

## Organisations d'autre utilité

### Organisations mondiales
| Logo/Drapeau | Nom complet                                                 | Abréviation | Date d'adhésion  | Siège           |
| ------------ | ----------------------------------------------------------- | ----------- | ---------------- | --------------- |
|              | Organisation mondiale de la santé                           | OMS         | 7 avril 1948     | Pregny-Chambésy |
|              | Haut Commissariat des Nations unies pour les réfugiés       | HCR         | 14 décembre 1950 | Genève          |
|              | Programme des Nations unies pour les établissements humains | PNUEH       | 1977             | Nairobi         |
|              | Organisation internationale du travail                      | OIT         | 11 avril 1919    | Genève          |
|              | Union postale universelle                                   | UPU         | 9 octobre 1874   | Berne           |
|              | Organisation mondiale de la propriété intellectuelle        | OMPI        | 1974             | Genève          |
|              | Institut international du froid                             | IIF         | 5 octobre 1908   | Paris           |
|              | Bureau international des poids et mesures                   | BIPM        | 20 mai 1875      | Saint-Cloud     |
|              | Institut international des sciences administratives         | IISA        | 1930             | Bruxelles       |
|              | Organisation internationale pour les migrations             | OIM         | 1951             | Genève          |

### Organisations régionales
| Logo/Drapeau | Nom complet                   | Abréviation | Date d'adhésion | Siège                |
| ------------ | ----------------------------- | ----------- | --------------- | -------------------- |
|              | Office européen des brevets   | OEB         | 10 juillet 1977 | Munich               |
|              | Observatoire européen austral | OEA         | 5 octobre 1962  | Garching bei München |

## Organisations internationales pour la promotion du français dans le monde
| Drapeau | Nom complet                                    | Abréviation | Date d'adhésion | Siège |
| ------- | ---------------------------------------------- | ----------- | --------------- | ----- |
|         | Organisation internationale de la francophonie | OIF         | 20 mars 1970    | Paris |

## Groupe de pays en fonction du développement
| Carte | Nom complet      | Abréviation | Date d'adhésion |
| ----- | ---------------- | ----------- | --------------- |
|       | Groupe des sept  | G7          | 1975            |
|       | Groupe des vingt | G20         | 1999            |